# Frankenmuth (Michigan)
Frankenmuth – miasto w Stanach Zjednoczonych, w stanie Michigan, w hrabstwie Saginaw.